# Dallas Cowboys Cheerleaders

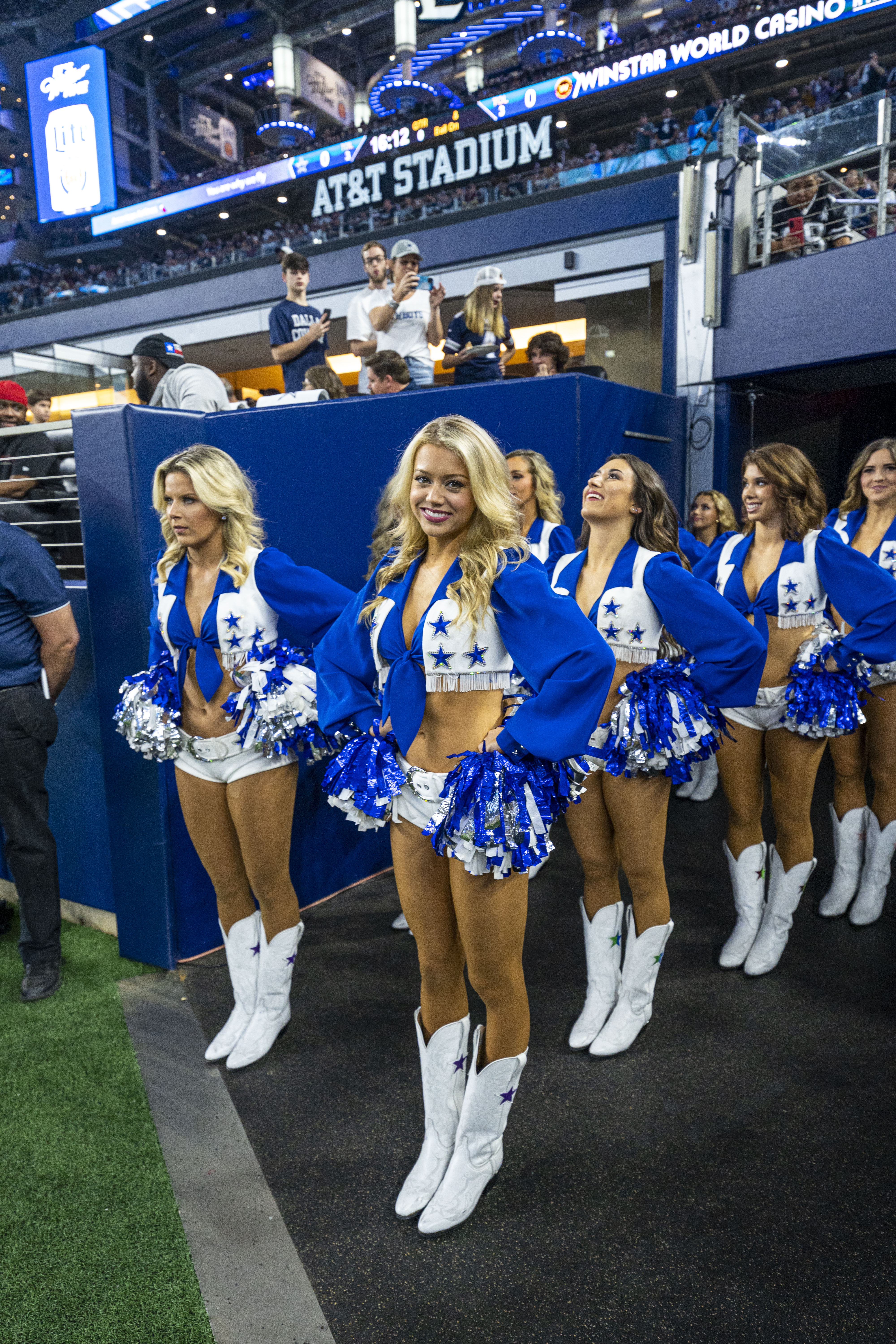
Die Dallas Cowboys Cheerleaders (2021)

Die Dallas Cowboys Cheerleaders (DCC) sind eine international bekannte Cheerleader-Gruppe der National Football League in Texas.

## Geschichte
Die DCC begannen mit der Gründung der Dallas Cowboys im Jahr 1960. Ursprünglich bekannt als „CowBelles & Beaux“, wurden die DCC von lokalen High-School-Studenten gegründet. Es war in den 1960er Jahren typisch für Cheerleader-Teams, dass sie nicht viel Aufmerksamkeit bekamen. Zu diesem Zeitpunkt war „Cheerleading“ mehr, was der Name bedeutet, die Aufforderung an das Publikum, das Football-Team zu unterstützen.
In den frühen 1970er Jahren entschied der Manager der Dallas Cowboys, Tex Schramm, das Image der Cheerleader zu verändern, um mehr Zuschauer anzulocken. Zunächst versuchte er einfach professionelle Models anzustellen, aber dies war nicht erfolgreich, da diese nicht über ausreichende athletische Fähigkeiten verfügten. Daher begann er ein völlig neues Team zu trainieren, das Attraktivität, athletische Fähigkeiten und Talent in sich vereinte.
Dieses Vorhaben wurde zum ersten Mal in der NFL-Saison 1972–1973 umgesetzt, als ein fortgeschrittenes Set von choreographischen Übungen einstudiert wurde. Dies rief in den USA erstmals nationale Aufmerksamkeit hervor. Diese Aufmerksamkeit wuchs 1978, als die Gruppe in zwei Fernseh-Specials, NBC Rock-n-Roll Sports Classic und The Osmond Brothers Special auf ABC zu sehen war.
Am 14. Januar 1979 wurde die Fernsehsendung „The Dallas Cowboys Cheerleaders“ ausgestrahlt, die mit Jane Seymour besetzt war. Sie kam auf einen Marktanteil von 48 % des Fernsehpublikums. Die Fortsetzung, „The Dallas Cowboys Cheerleaders II“ wurde am 13. Januar 1980 ausgestrahlt.
Im Herbst 2000 bekamen die Cheerleader eine Rolle in Robert Altmans Film „Dr. T and the Women“ mit Richard Gere.
Sie touren durch die USA und andere Länder. Dazu gehören auch Auftritte für United Service Organizations. Dies begann Weihnachten 1979 mit einem Auftritt für US-Militärs, die in Südkorea stationiert waren.
Die derzeitige Leiterin der DCC ist Kelli McGonagill Finglass, die Choreografin ist Judy Trammell.

## Die Uniform

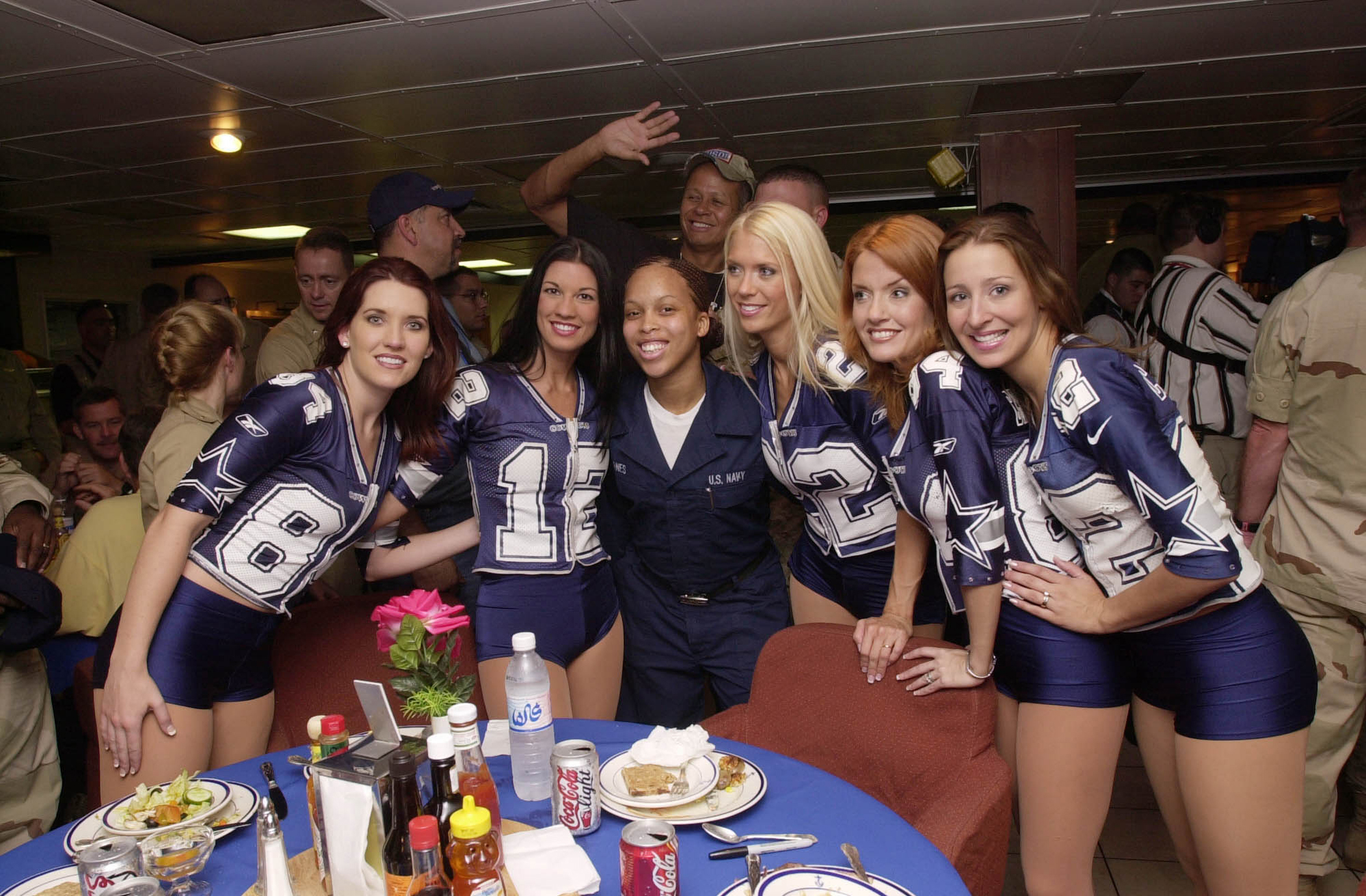
Dallas Cowboys Cheerleaders (19. Juni, 2003)

Die blau-weiße Uniform ist ein geschütztes Markenzeichen und darf nicht ohne die schriftliche Erlaubnis der DCC kopiert werden. Die Uniform war Gegenstand des Rechtsstreits „Dallas Cowboys Cheerleaders, Inc. v. Pussycat Cinema, Ltd.“ im Jahr 1979. In dem Wettbewerbsverfahren legte der Beklagte das Video des Pornofilms „Debbie Does Dallas“ mit Bambi Woods vor, welcher ein „Texas Cowgirl“ zeigt. Die Figur trägt eine Uniform die deren der Dallas Cowboys Cheerleaders sehr ähnlich ist. Die Werbung zu dem Film zeigten die Figur in der Uniform und enthielten Titelzeilen wie „Starring Ex-Dallas Cowgirl Cheerleader Bambi Woods.“ Die Dallas Cowboy Cheerleaders erhoben Klage und behaupteten, dass sie Markenschutz an einer bestimmten Kombination von Farben und Design ihrer Uniformen hätten. Das Gericht gab den Klägern Recht und erließ eine einstweilige Verfügung gegen den weiteren Vertrieb des Films.
Die international bekannten Bluse, Weste und Shorts wurden ursprünglich von Paula Van Waggoner vom Lester Melnick Store in Dallas entworfen. Seit der ersten Vorstellung der Uniform mit der Gruppe im Jahr 1972 gab es nur sechs Veränderungen. Im Mai 1989 war der „Go-Go“-Stiefel aus der Mode gekommen und es wurde ein Design gewählt, das sich eher am Western-Stil orientiert. 1991 wurde der große gebogene Gürtel zugunsten anderer Shorts aufgegeben, seit 1992 werden Stiefel im Cowboy-Stil getragen und 1993 wurden Kristalle hinzugefügt, um die 15 Sterne auf der Weste und den Shorts zu umranden. 1994 wurde ein Blusenaufschlag im Western-Schnitt eingeführt und schließlich 1999 Kristalle zu den Rändern der Weste hinzugefügt.

## Fernsehauftritte
- The Love Boat – Folgen #62 und #63
- Family Feud
- Bigfoot und die Hendersons
- Saturday Night Live
- The Tonight Show with Jay Leno
- The Late Show with David Letterman

## Prominente frühere Cheerleader der DCC

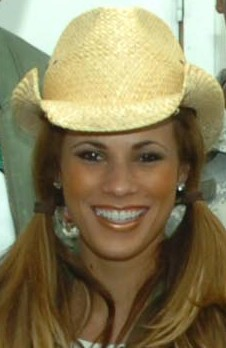
Bonnie-Jill Laflin

- Kristi Ferrell (DCC: 1978–1979) – Schauspielerin in der Seifenoper Springfield Story.
- Tina Gayle (DCC: frühe 80er Jahre) – Schauspielerin.
- Tamara Glynn (DCC: 1991) – Schauspielerin im Horrorfilm Halloween 5 – Die Rache des Michael Myers.
- Jill Marie Jones – Girlfriends.
- Bonnie-Jill Laflin – Moderatorin für ESPN2 Speed World, Korrespondentin für ESPN Cold Pizza.
- Sarah Shahi (DCC: 1999–2000) – Schauspielerin in der Serie The L Word – Wenn Frauen Frauen lieben.